# Myrsine cordata
Myrsine cordata är en viveväxtart som beskrevs av Rudolph Herman Scheffer. Myrsine cordata ingår i släktet Myrsine och familjen viveväxter. Inga underarter finns listade i Catalogue of Life.